# Kosan-gun
Kosan-gun (koreanska: 고산군) är en kommun i Nordkorea.   Den ligger i provinsen Kangwŏn-do, i den södra delen av landet, 140 km öster om huvudstaden Pyongyang.